# Eriocaulales
Eriocaulales is een botanische naam in de rang van orde: de naam is gevormd vanuit de familienaam Eriocaulaceae. Een orde onder deze naam wordt zelden erkend door systemen voor plantentaxonomie.
Het Cronquist-systeem (1981) gebruikte deze naam voor een van de zeven ordes in de onderklasse Commelinidae. De samenstelling was deze:
- orde Eriocaulales
  - familie Eriocaulaceae

In het APG II-systeem (2003) wordt deze familie ingedeeld in de orde Poales.